# 北京地铁SFM12型电动车组
北京地铁SFM12/42型电动车组是北京地铁在8号线运营的列车车型。

## 简介
SFM12型由原南车青岛四方和北京地铁车辆装备制造，共39组234辆。每节车厢共4对车门，均为电動内藏门；在2011年12月31日开始在北京地铁8号线北段运营，列车配属于平西府车辆段，后部分车辆也借调至南段使用。
SFM42型为中车青岛四方和北京地铁车辆装备为配合8号线三、四期工程建设的合造车型，共73组438辆。每节车厢共4对车门，均为电动内藏门；其乘客信息系统为16:9制式，与SFM12型的4:3制式不同。SFM42型在2018年12月30日开始在北京地铁8号线南段运营，列车配属于瀛海车辆段，后部分车辆也借调至北段使用。2021年跑图试运行后，所有列车在南北段均会行驶。

## 列车编组
|              |              | SFM12/42 ←朱辛庄方向瀛海方向→ |          |         |          |          |            |
| 车辆编号     | 车辆编号     | 1                             | 2        | 3       | 4        | 5        | 6          |
| 车厢型号     | SFM12        | SFM12Tc                       | SFM12M0  | SFM12T0 | SFM12M1  | SFM12M2  | SFM12Tc    |
| 车厢型号     | SFM42        | SFM42Tc                       | SFM42M0  | SFM42T0 | SFM42M1  | SFM42M2  | SFM42Tc    |
| 集电靴       | 集电靴       | 无                            | 有       | 无      | 有       | 有       | 无         |
| 形式区分     | 形式区分     | 08 ***1                       | 08 ***2  | 08 ***3 | 08 ***4  | 08 ***5  | 08 ***6    |
| 形式区分     | 形式区分     | Tc                            | M        | T       | M        | M        | Tc         |
| 动力单元     | 动力单元     | 单元1                         | 单元1    | 单元2   | 单元2    | 单元3    | 单元3      |
| 安装机器设备 | 安装机器设备 | SIV (R) CP                    | VVVF (L) | -       | VVVF (R) | VVVF (R) | SIV (L) CP |
| 车辆重量     | 车辆重量     | 30.0t                         | 35.0t    | 28.0t   | 35.0t    | 35.0t    | 30.0t      |
| 额定载客量   | 额定载客量   | 226人                         | 244人    | 244人   | 244人    | 244人    | 226人      |

范例
- VVVF：牵引逆变器装置
- SIV：辅助电源装置
- CP：电动空气压缩机

## 列车图片

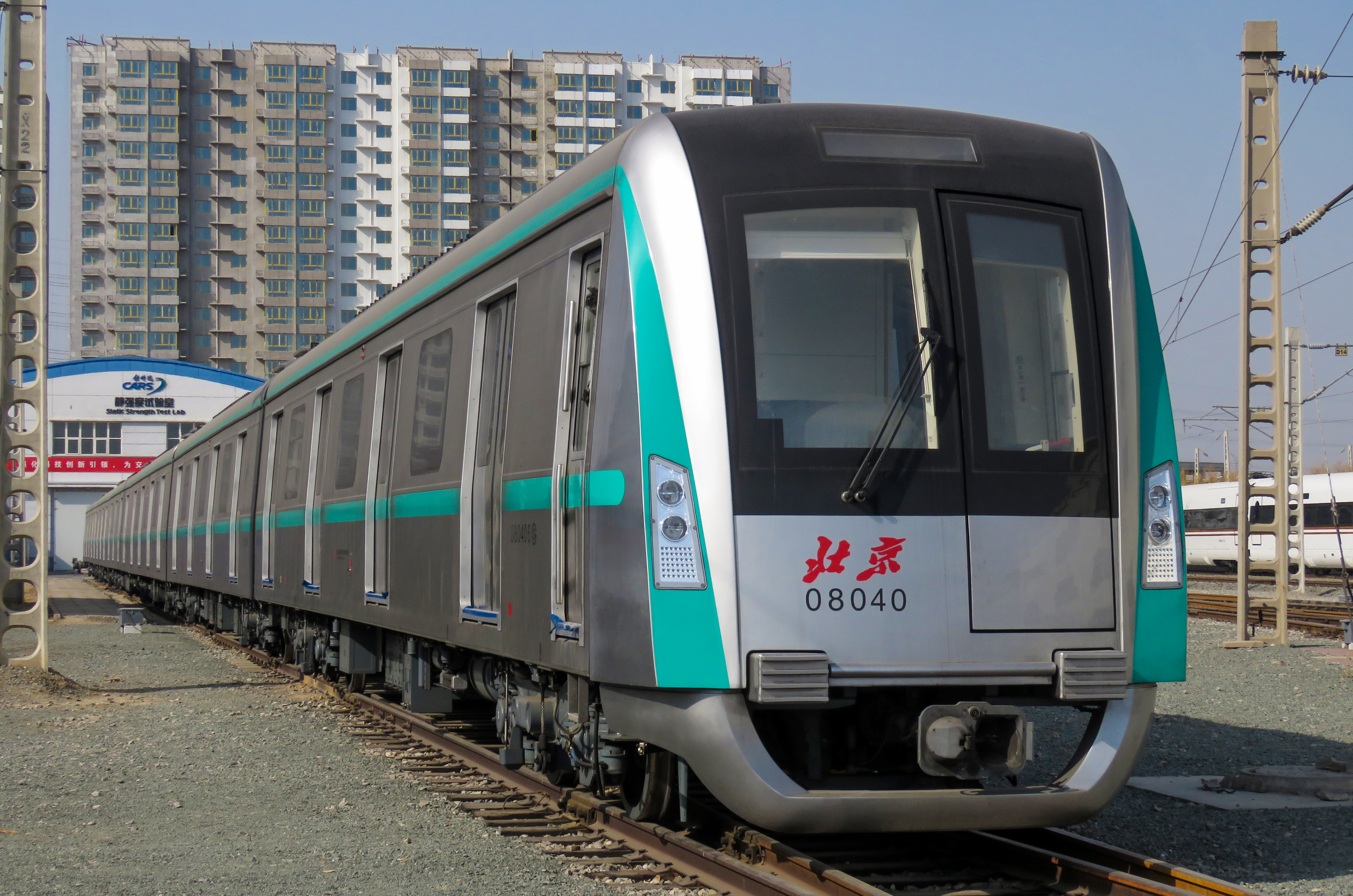
停放在北京环行铁道的 08 040 车组（2018年3月）
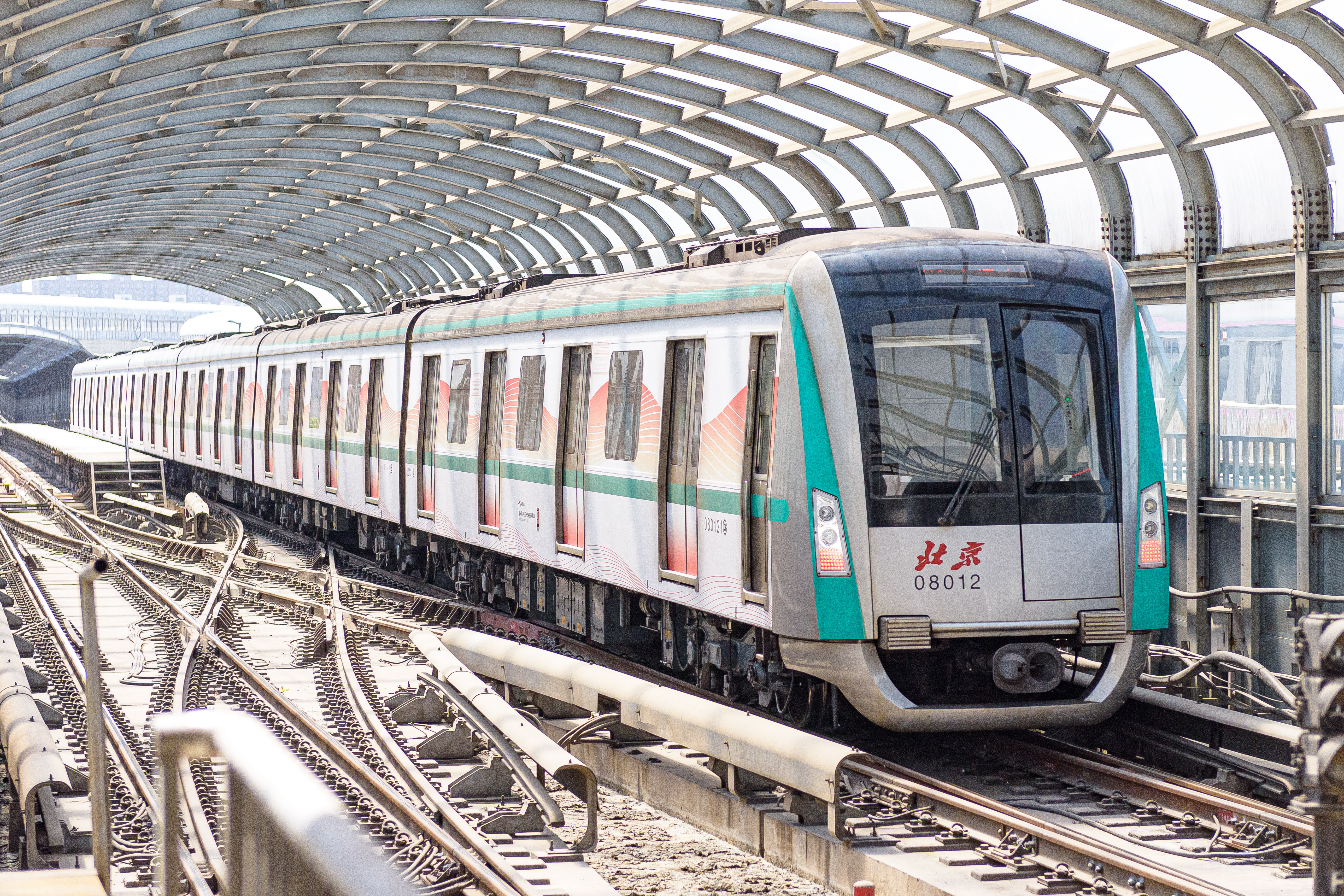
包装为北京中轴线主题车的 08 012 车组[4]（2024年4月）
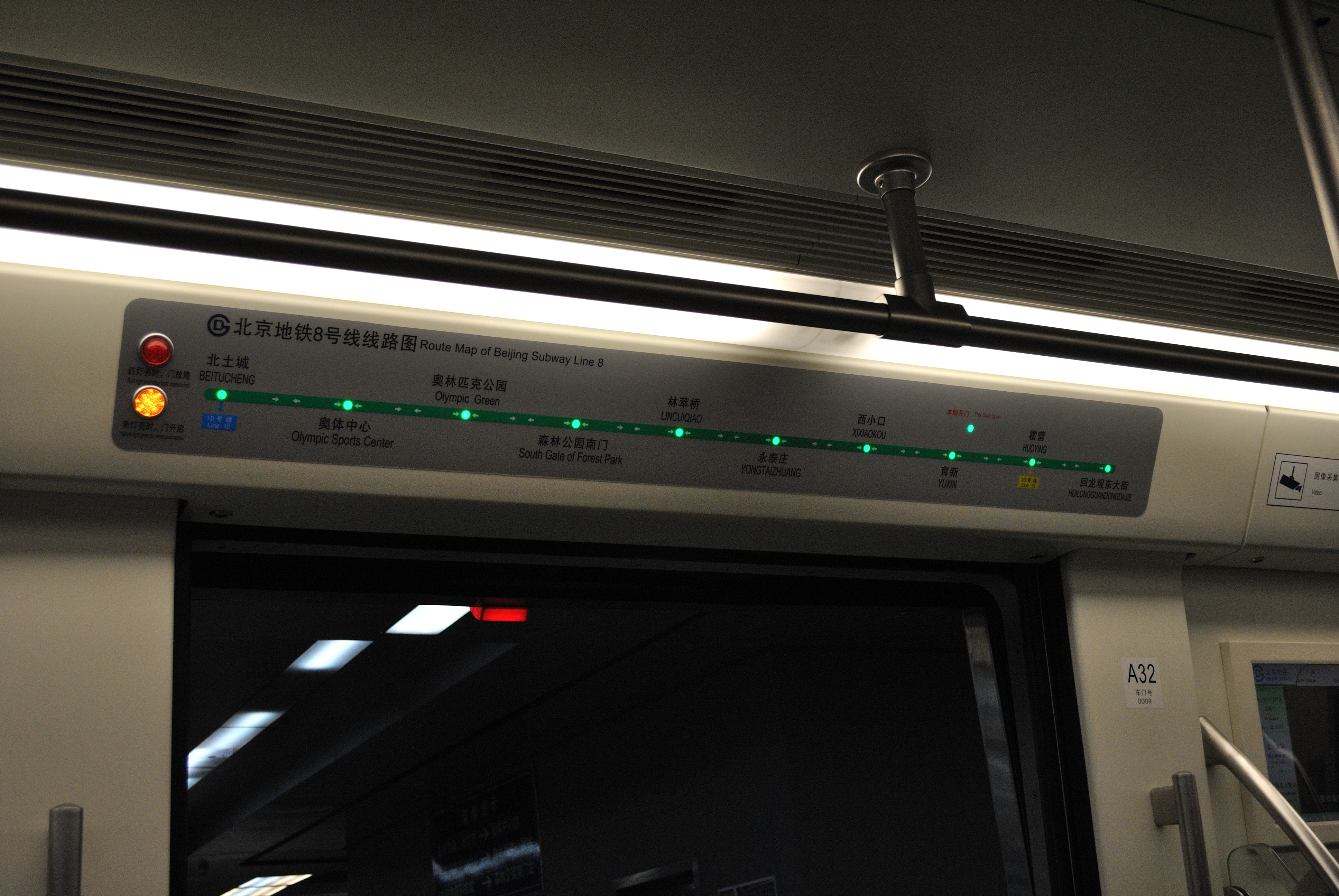
线路初开通时SFM12型列车闪灯路线图
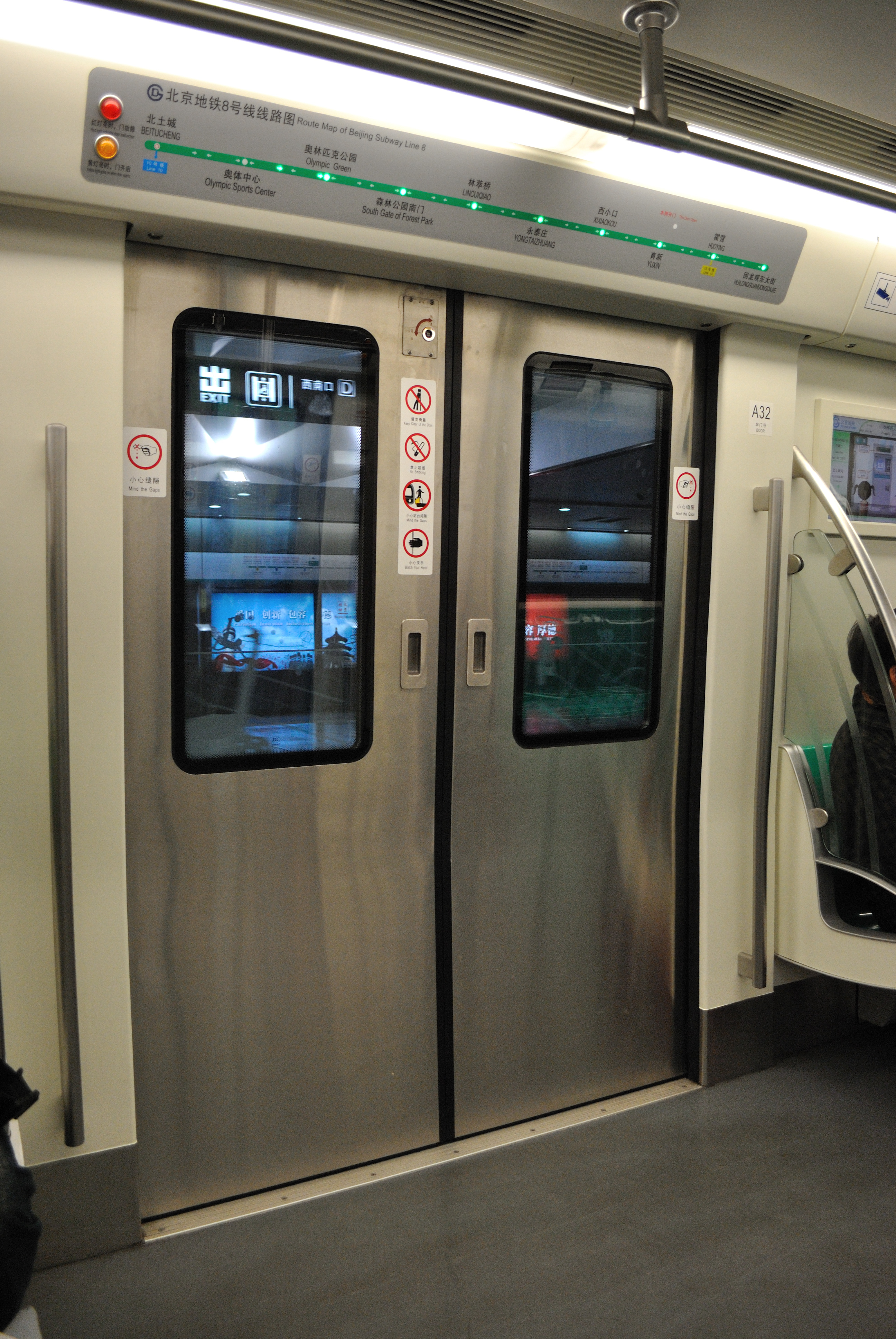
SFM12型列车车门
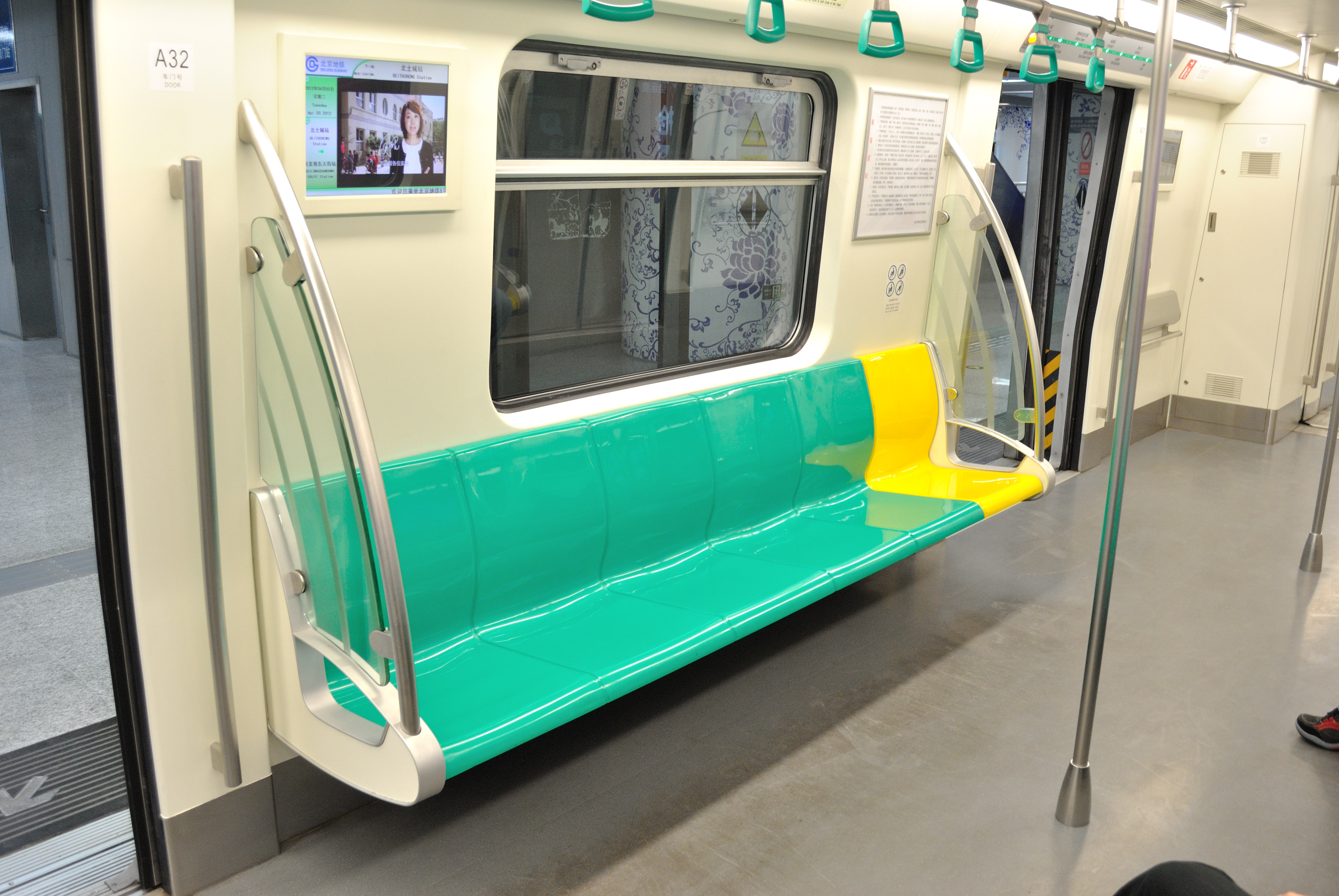
SFM12型列车座位
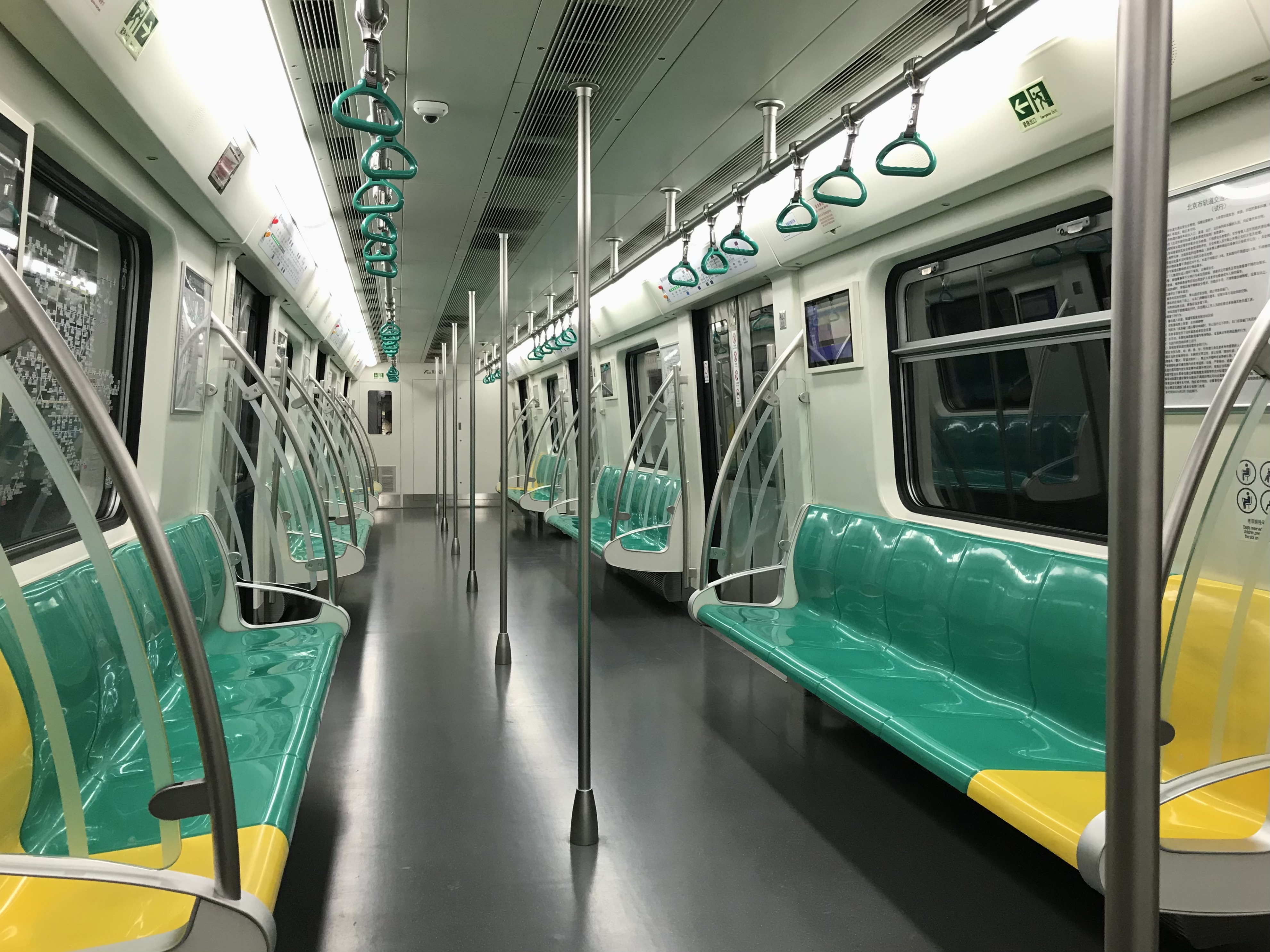
SFM42型列车内部（摄于五福堂站）
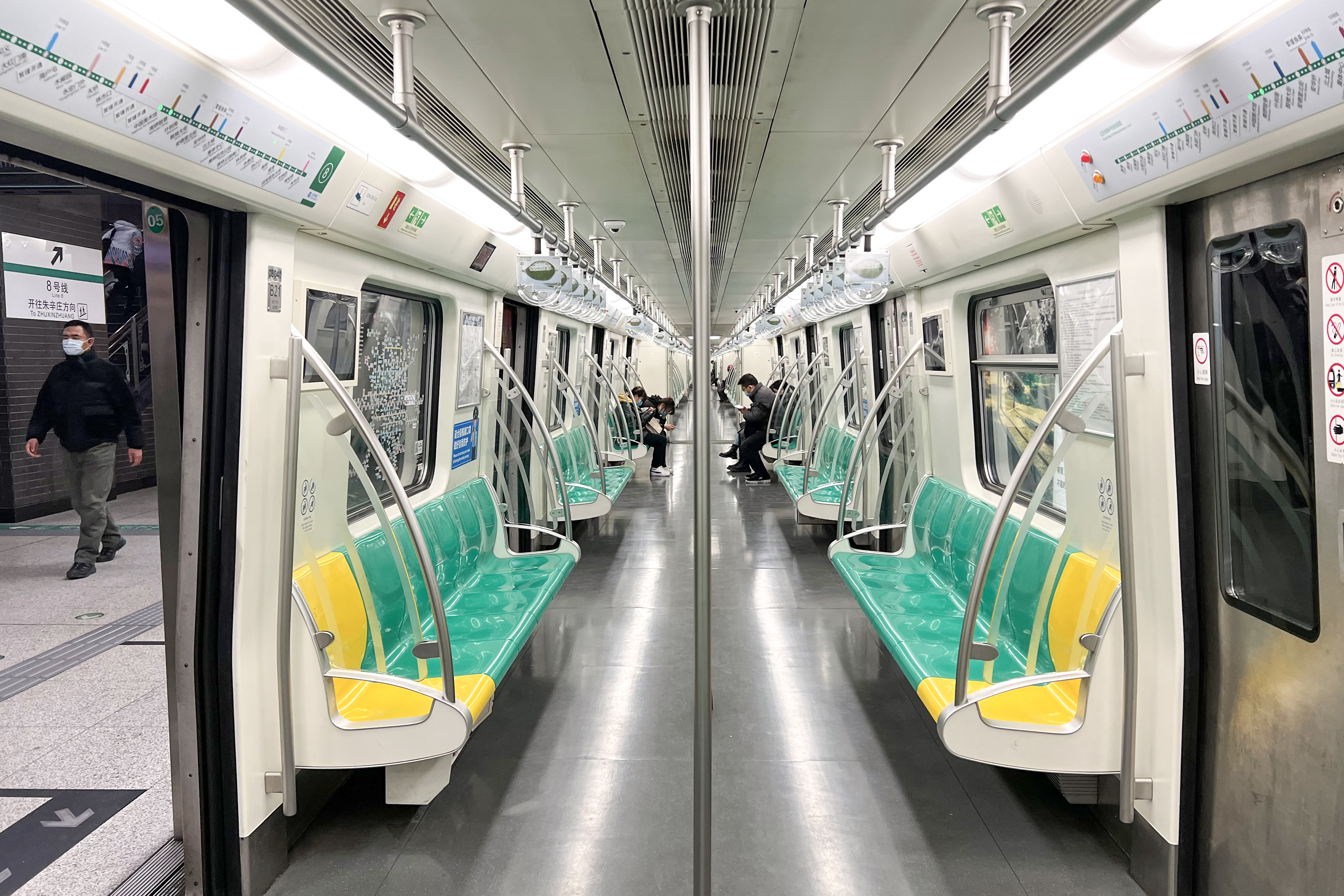
SFM42型列车内部（摄于南锣鼓巷站）
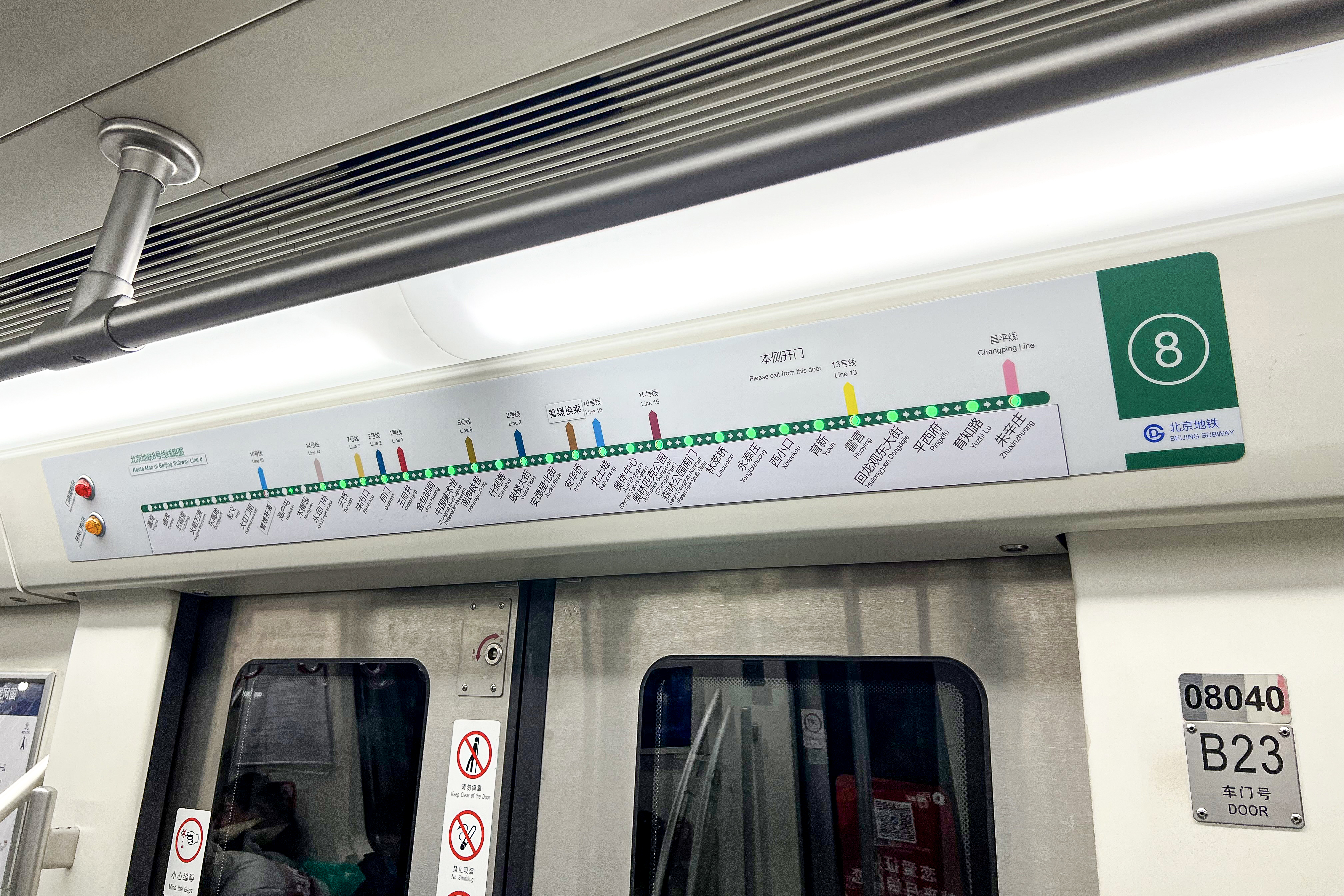
8号线南北贯通前更换的SFM42型列车闪灯路线图
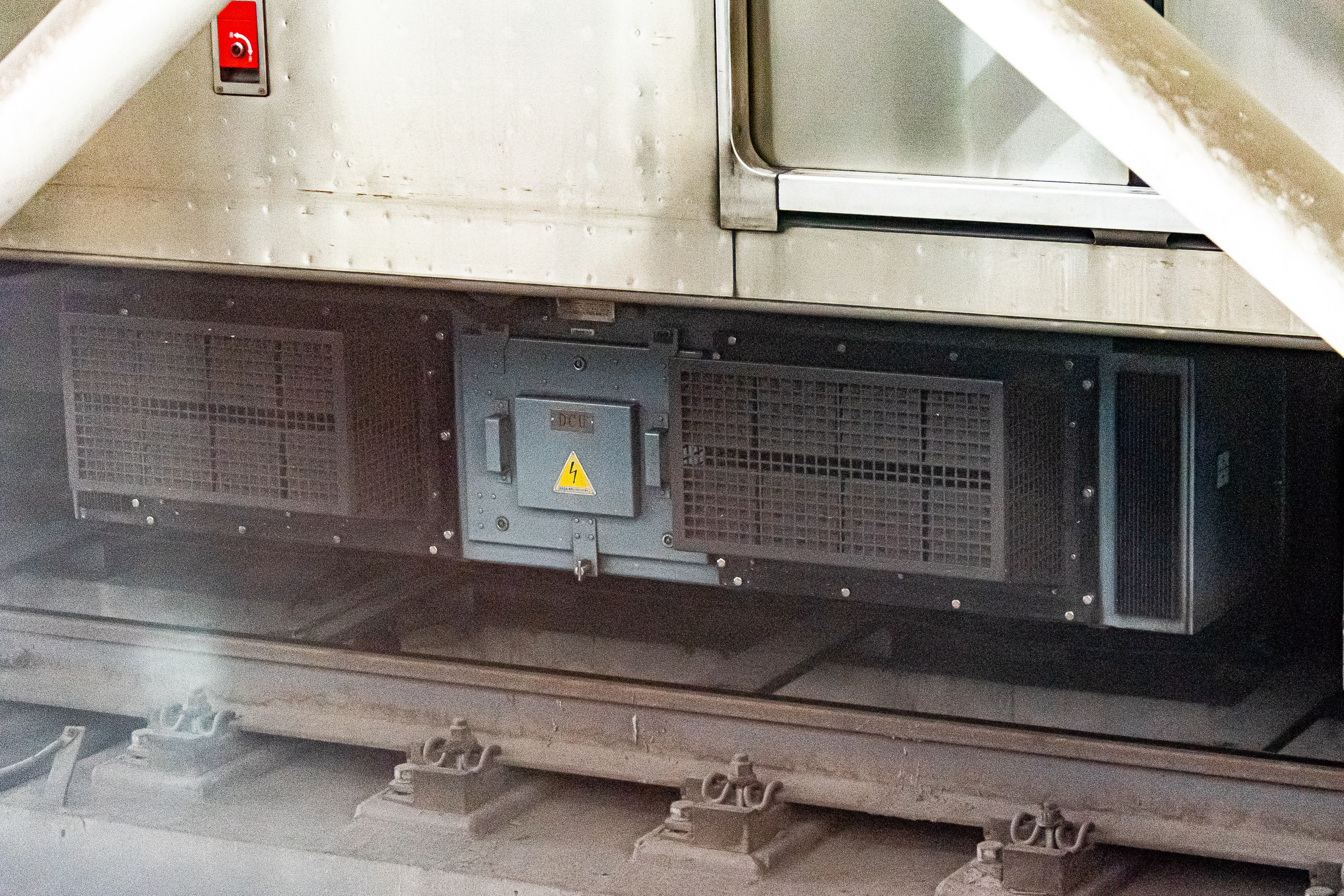
SFM42型08 040车组2号车的牵引逆变器

## 列车运送过程
列车首先从中车青岛四方出发，经胶济铁路、京沪铁路、丰双铁路到达小红门站，之后通过联络线进入宋家庄停车场，再通过5号线进入与10号线的联络线。之后分为两路，一路通过北土城站进入与8号线北段的联络线后运送至平西府车辆段，一路通过大红门站进入与8号线南段的联络线后运送至瀛海车辆段。
南段列车进入北段运行时，在大红门站进入与10号线的联络线，再从北土城站进入8号线北段；北段列车进入南段则相反。